# Máté Fenyvesi
Máté Fenyvesi   (Jánoshalma, 19 de setembre de 1933 - 17 de febrer de 2022) fou un futbolista hongarès de la dècada de 1950.
La major part de la seva carrera la passà entre Kecskeméti Kinizsi i Ferencvárosi TC, durant més de 15 anys. Fou 76 cops internacional amb la selecció d'Hongria, amb la qual disputà la Copa del Món de futbol de 1958, 1962 i 1966, i l'Eurocopa de 1964.
Va ser membre del Parlament hongarès entre 1990 i 2002, representant el Partit dels Petits Propietaris.